# 크립토재킹
크립토재킹(Cryptojacking)은 사용자의 의지에 반하거나 사용자가 인지하지 못하는 동안 컴퓨터를 이용하여 웹사이트를 통해 암호화폐를 채굴하는 행위이다. 크립토재킹에 사용된 주목할만한 소프트웨어 중 하나는 코인하이브(Coinhive)로, 2019년 3월 종료되기 전에 크립토재킹의 2/3 이상에 사용되었다. 가장 많이 채굴되는 암호화폐는 모네로(Monero), Zcash와 같은 숨겨진 거래 내역이 있는 프라이버시 코인이다.
컴퓨팅 대중을 대상으로 하는 대부분의 악의적인 공격과 마찬가지로 그 동기는 이익이지만 다른 위협과 달리 사용자에게 완전히 숨겨지도록 설계되었다. 크립토재킹 악성 소프트웨어는 계산 리소스의 부담으로 인해 속도 저하와 충돌을 일으킬 수 있다.
맬웨어에 감염된 개인용 컴퓨터의 비트코인 채굴은 전력 소비 측면에서 더 효율적이므로 컴퓨팅 리소스를 도난당하는 것보다 비용이 더 저렴할 수 있는 FPGA 및 ASIC 플랫폼과 같은 전용 하드웨어로 인해 어려움을 겪고 있다.